# 徳田一穂
徳田 一穂（とくだ かずほ、1903年7月 - 1981年7月2日）は、東京生まれの小説家。徳田秋声の長男。

## 略歴
小説家徳田秋声の長子として、明治36年（1903年）7月、東京府東京市本郷（当時）に生まれる。出生届の記載は明治37年（1904年）3月20日であるが、野口冨士男が『徳田秋聲傳』において彼の誕生を明治36年7月と比定して以来、これが定説となり、最新の研究成果を反映した八木書店版『徳田秋聲全集』別巻の年譜でも、明治36年説を踏襲している。
誕生以来、秋声の私小説の大半に登場しており、秋声作品を系統的に読めば、その前半生をかなり詳細に辿ることが出来る。
幼少から虚弱体質で、常々父親から意志の弱さを指摘される。第四高等学校の受験に失敗し、大正13年（1924年）慶應義塾大学文学部に入学するも、中途退学。その後は定職に就かず、SPレコードによるクラシック音楽の鑑賞、外国映画やボードレール、コクトー、ヴァレリーなどのフランス文学への耽溺、といったディレッタント（dilettante、好事家。学者や専門家よりも気楽に素人として興味を持つ者）的生活を送る。昭和7年（1932年）秋声会機関誌「あらくれ」の編集発行人となる。
昭和10年（1935年）1月、玉の井の娼妓を救い出して自宅に匿い、父秋声が事後処理に奔走するという事件が起こる。この体験をもとに、『縛られた女』『鰺ケ沢』『無心邂逅』などの短編を発表した。それら一連の作品は、小説集『縛られた女』（1938年6月10日発行）、『女の職業』（1939年4月12日発行）、『取残された町』（1939年12月10日発行）に収められ、小説家としての地歩を固めた。
牧野信一は、一穂の短編小説（「遊び仲間」「怠け者」）を

徳田一穂氏の近頃のものは、一連を成す主観的なものであり、僕が読んだ限りでは全部佳作であつた。生活といふものに対して、随分と凝つた眼の所有者であり、淡々と叙してゐる中に、実にも鋭敏なる神経が隈なく行き渡り、理解力の典雅さに充ち、透明度も深く、そして視野計の狂ひなどは何処にも見出せなかつた。（中略）何気ない短篇でありながら、読む者をして舌を巻かせる類ひの力量を示したもので感心した。

と高く評価している。
昭和14年（1939年）には、1月創刊の同人雑誌「文学者」の同人に名を連ねた。
その後の作品集には、『花影』（1940年7月10日発行）、『受難の芸術』（評論・随筆・訪問録、1941年9月20日発行）、『北の旅』（1942年9月20日発行）がある。
昭和18年（1943年）の秋声の死後、小説家としては僅かの短篇小説を発表するにとどまった。卯辰山に秋声文学碑が建つまでを描いた実名小説『碑と未亡人』（「新潮」1954年11月）が最後の小説作品である。
後半生は秋声遺宅を守り、秋声の日記（抄）の紹介や雪華社版・臨川書店版『秋聲全集』の編纂のほか、秋声関係の随想や解説文などを残している。墓所は小平霊園(23-27-29)。

## 単行本リスト
- 『縛られた女』砂子屋書房、1938年．
  - 縛られた女／鰺ケ沢／白い姉妹／通信員／花影／遊び仲間／年賀状／臆病神／初恋物語／花結び／花粉／ネクタイ／余韻／夜の庭／瑕ある海
- 『女の職業』赤塚書房、1939年．
  - 兄弟／春泥／白い姉妹／女の職業／借家探し／靴／怠け者／痛い目
- 『取残された町』青木書店、1939年．
  - 無心邂逅／麒麟館／並木の病葉
- 『花影』人文書院、1940年．
  - コマ／縛られた女／鰺ケ沢／急行券／麒麟館／結婚／花影／年賀状／遊び仲間／通信員
- 『受難の芸術』豊国社、1941年．
  - 感想・随筆／文学の周囲／季節の晴曇／訪問録
- 『北の旅』桜井書店、1942年．[6]
  - 北の旅／いが栗頭／一つの峠／藤の咲く頃／海の風／寝台車／帰らぬ昔／脇道
- 『白い姉妹』地平社〈手帖文庫、第2部第13〉、1947年．[7]
  - 白い姉妹／女の職業／春泥／兄弟／借家探し／靴
- 『秋聲と東京回顧―森川町界隈』日本古書通信社、2008年．[8]
  - 森川町界隈／道草／大学界隈（徳田秋聲）／父への想い（徳田章子）／徳田一穂の“日和下駄”（小林修）／徳田一穂著書目録
- 『秋聲の家―徳田一穂作品集』大木志門 編、徳田秋聲記念館文庫、2020年．
  - 年賀状／鯵ヶ沢／一つの峠／墓参／碑と未亡人／父と自分／芥川龍之介／感傷の旅／父との近影／父〝秋聲〟のこと／父の姿／思い出の一齣／父秋聲と音楽／出発はこれから／父秋聲の家／秋聲の家―父の「黴」を読んでた私にこう言った／父の思い出／『一つの好み』あとがき／『縮図』跋・追記／『古里の雪』あとがき／著作目録
- 『街の子の風貌　徳田一穂 小説と随想』大木志門 編、龜鳴屋、2021年．
  - 幕間／瑕ある海 ――Poissons de la mélancolie／縛られた女／無心邂逅／北の旅／粉雪／随想42編／本郷森川町の家［写真集］（小幡英典）／「黴」の子、街の子、徳田一穂（大木志門）／徳田一穂著作目録（増補版）